# Liste der Straßen und Plätze in Brabschütz

Lage der Gemarkung Brabschütz in Dresden

Die Liste der Straßen und Plätze in Brabschütz beschreibt das Straßensystem im Dresdner Ortsteil Brabschütz mit den entsprechenden historischen Bezügen. Aufgeführt sind Straßen, die im Gebiet der Gemarkung Brabschütz liegen. Kulturdenkmale in der Gemarkung Brabschütz sind in der Liste der Kulturdenkmale in Brabschütz aufgeführt.
Brabschütz ist Teil der Ortschaft Mobschatz, die wiederum zum statistischen Stadtteil Cossebaude/Mobschatz/Oberwartha der sächsischen Landeshauptstadt Dresden gehört. Wichtigste Straße in der Brabschützer Flur ist die Bundesautobahn 4 (Europastraße 40/Europastraße 55) auf ihrem Abschnitt zwischen dem Autobahndreieck Dresden-West und der Anschlussstelle Dresden-Altstadt. Sie verläuft rund 300 Meter südlich des Dorfkerns grob in Ost-West-Richtung durch die Gemarkung, ohne dort eine Anschlussstelle zu besitzen. Eine hervorgehobene Rolle für den Verkehr im Dresdner Westen spielt daneben der Verkehrszug Lotzebach-/Schützen-/Rennersdorfer Haupt-/Oberlandstraße als Teil der Kreisstraße 6242, die von Cossebaude kommend über Brabschütz und Merbitz nach Kemnitz führt. Insgesamt gibt es in Brabschütz neun benannte Straßen und Plätze, die in der folgenden Liste aufgeführt sind.

## Legende
Die nachfolgende Tabelle gibt eine Übersicht über die vorhandenen Straßen und Plätze im Ortsteil sowie einige dazugehörige Informationen. Im Einzelnen sind dies:
- Name/Lage: Aktuelle Bezeichnung der Straße oder des Platzes sowie unter ‚Lage‘ ein Koordinatenlink, über den die Straße oder der Platz auf verschiedenen Kartendiensten angezeigt werden kann. Die Geoposition gibt dabei ungefähr die Mitte der Straße an.
- Länge/Maße in Metern: Die in der Übersicht enthaltenen Längenangaben sind nach mathematischen Regeln auf- oder abgerundete Übersichtswerte, die in Google Earth mit dem dortigen Maßstab ermittelt wurden. Sie dienen eher Vergleichszwecken und werden, sofern amtliche Werte bekannt sind, ausgetauscht und gesondert gekennzeichnet. Bei Plätzen sind die Maße in der Form a × b dargestellt. Der Zusatz ‚im Stadtteil‘ bzw. ‚im Ortsteil‘ gibt an, wie lang die Straße innerhalb des Stadt-/Ortsteils ist, sofern sie durch mehrere Stadt-/Ortsteile verläuft.
- Namensherkunft: Ursprung oder Bezug des Namens.
- Jahr der Benennung: Zeitpunkt, zu dem die Straße ihren heute gültigen Namen erhielt (sofern bekannt).
- Anmerkungen: Weitere Informationen bezüglich anliegender Institutionen, der Geschichte der Straße, historischer Bezeichnungen, Baudenkmalen usw.
- Bild: Foto der Straße.

## Straßenverzeichnis
| Name/Lage                      | Länge/Maße | Namensherkunft                                     | Jahr der Benennung | Anmerkungen | Bild                                  |
| ------------------------------ | ---------- | -------------------------------------------------- | ------------------ | --- | ------------------------------------- |
| Am Rausch Lage                 |            | Flurname Rausch                                    |                    | Am Rausch ist ein Wirtschaftsweg, der den Dorfkern mit den Feldern im Nordwesten der Flur verbindet. |                                       |
| Cossebauder Weg Lage           |            | Cossebaude, nördlich benachbarter Ortsteil         |                    | Der Cossebauder Weg ist ein Wirtschaftsweg, der den Dorfkern über die Neu-Leuteritzer Albrechtshöhe mit Cossebaude verbindet. |                                       |
| Dorfplatz Brabschütz Lage      |            | Standort des alten Dorfes                          |                    | Der Dorfplatz Brabschütz ist ein von slawischen Siedlern angelegter Rundling. Dort liegen die meisten Brabschützer Kulturdenkmale. | Dorfplatz Brabschütz                  |
| Friedhofsweg Lage              |            | Cossebauder Bergfriedhof                           |                    | Der Friedhofsweg liegt im Norden von Brabschütz an der Flurgrenze zu Cossebaude. |                                       |
| Lotzebachstraße Lage           |            | Lotzebach, ein lokales Gewässer                    |                    | Der Lotzebach entspringt an der südlichen Brabschützer Flurgrenze zu Podemus und fließt durch das Lotzebachtal westlich von Brabschütz nach Cossebaude. Dorthin führt auch die Lotzebachstraße, die sich auf Cossebauder Flur als Talstraße fortsetzt. Die Waldmühle an der Lotzebachstraße steht unter Denkmalschutz.                        |                                       |
| Oberlandstraße Lage            |            | Gompitz-Mobschatzer Oberland                       |                    | Das Gompitz-Mobschatzer Oberland als Dresdner Teil des Meißner Hochlands liegt auf der Hochfläche außerhalb des Elbtalkessels. Die Oberlandstraße setzt sich unter gleichem Namen über das östlich benachbarte Alt-Leuteritz bis auf Merbitzer Flur fort. Der ehemalige Gasthof Alte Schmiede und die Alte Schule stehen unter Denkmalschutz. |                                       |
| Rennersdorfer Hauptstraße Lage |            | Hauptstraße des benachbarten Ortsteils Rennersdorf |                    | Die Rennersdorfer Hauptstraße verbindet Brabschütz über Rennersdorf mit der Straße nach Unkersdorf. |                                       |
| Schützenstraße Lage            |            | Mitglieder des Mobschatzer Schützenvereins         |                    | Der Mobschatzer Schützenverein betreibt an der Schützenstraße, die ins Tal zur Lotzebachstraße führt, seinen Schießstand. |                                       |
| Zum Schwarm Lage               |            | Flurname Schwärme                                  |                    | Die Straße Zum Schwarm führt unter der Autobahn hindurch nach Podemus. Die Schwärme sind die Feldfluren um das Autobahndreieck Dresden-West zwischen Rennersdorf und Roitzsch. Nach ihnen ist auch der Schwarmweg in Unkersdorf benannt. | Zum Schwarm am Ortseingang Brabschütz |